# Copelatus irregularis
Copelatus irregularis es una especie de escarabajo buceador del género Copelatus, de la subfamilia Copelatinae, en la familia Dytiscidae. Fue descrito por W. J. Macleay en 1871.